# Wiesław Woliński
Wiesław Leonard Woliński (ur. 1 stycznia 1929 w Dąbrowie Górniczej) – polski naukowiec, profesor nauk technicznych. Specjalizuje się w zagadnieniach z zakresu optoelektroniki oraz technologii laserowej. Członek rzeczywisty Polskiej Akademii Nauk od 2007.

## Życiorys
W 1955 uzyskał tytuł magistra inżyniera na Wydziale Łączności Politechniki Warszawskiej. Pracę doktorską pt. Studia nad zależnością między właściwościami optycznymi i fotoelektrycznymi cienkich warstw typu Ag-O-Cs w zakresie podczerwieni obronił w 1964, a w 1968 – także na PW – uzyskał stopień doktora habilitowanego za pracę pt. Studia nad warunkami pobudzania i pracy laserów gazowych He-Ne. Stopień profesora nadzwyczajnego nauk technicznych nadano mu w 1975, a w 1989 – profesora zwyczajnego.
Pracę naukowo-badawczą rozpoczął w 1951 w Zakładzie Elektroniki Państwowego Instytutu Telekomunikacji. Później był wieloletnim pracownikiem Optoelektroniki na Politechnice Warszawskiej.
Członek korespondent Polskiej Akademii Nauk od 1991, członek rzeczywisty PAN od 2007 roku. Członek Warszawskiego Towarzystwa Naukowego. 

## Nagrody, odznaczenia i wyróżnienia
W trakcie swojej kariery zawodowej został uhonorowany m.in.:
- Nagrodą Państwową (1968)
- Nagrodą Prezesa Rady Ministrów (2000)
- Krzyżem Kawalerskim Orderu Odrodzenia Polski (1979)
- Krzyżem Oficerskim Orderu Odrodzenia Polski (1989)
- Medalem Komisji Edukacji Narodowej (1993)
- godnością Członka Honorowego Stowarzyszenia Elektryków Polskich (2006)
- godnością doktora honoris causa Wojskowej Akademii Technicznej (2015)

Był wielokrotnie nagradzany nagrodami ministerialnymi i rektorskimi (przyznanymi mu w latach 1963–1996).